# Torres Rialto

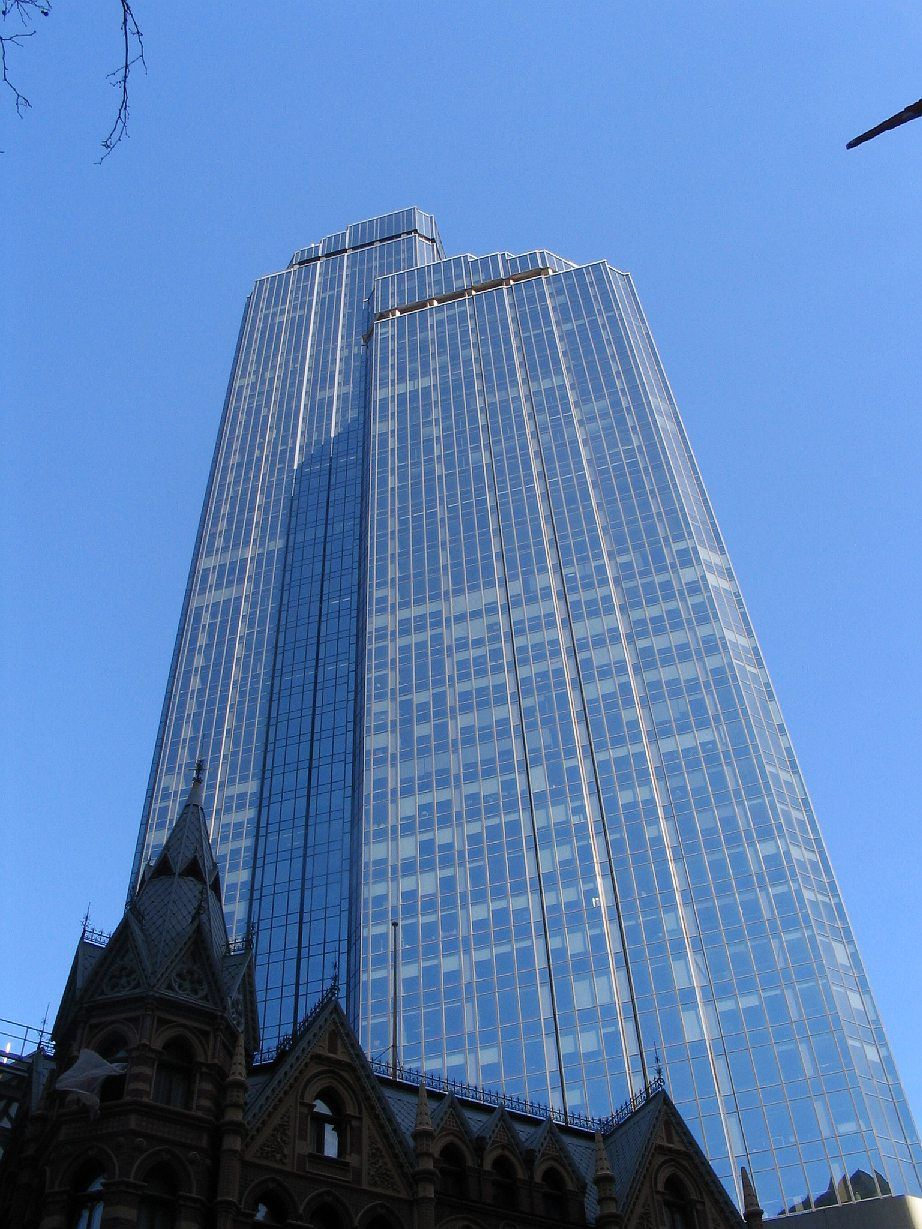
Torres Rialto.

Torres Rialto (no original, Rialto Towers) é um arranha-céu, com 251 metros (824 pés) de altura, edificado na cidade de Melbourne, Austrália. Concluído em 1986, com 63 andares, foi o edifício de escritórios mais alto do hemisfério sul e o primeiro edifício da cidade a ultrapassar o limite de 200 metros.